# 熊本県立熊本中学校 (旧制)
旧制熊本県立熊本中学校（きゅうせいくまもとけんりつ くまもとちゅうがっこう）は、かつて熊本県熊本市に存在した県立旧制中学校。以下の2校が該当する。
- 熊本県立熊本中学校

1879年から1888年に、城東町に設置されていた県立旧制中学校。県内の政争に巻き込まれた結果、廃止された。本項にて詳述する。
- 熊本県立熊本中学校

1900年に熊本県中学第二済々黌の名で設立され、学制改革で新制高校に移行した県立旧制中学校。熊本県立熊本高等学校の前身校。

## 概要
熊本中学校の前身は、1876年（明治9年）5月、熊本城内の千葉城跡に設置された県立千葉中学校だったが、これは西南戦争により焼失・閉校した。その後、1879年（明治12年）9月2日、熊本市城東町の熊本県師範学校内に「熊本中学校」が併設・復興される。
天草、玉名・菊池・人吉の各地に分校を設置したが、財政難により、1884年（明治17年）までに全ての分校が廃止された。
1887年（明治20年）、熊本県尋常中学校と改称するが、翌年廃校となった。

## 廃校までの経緯
同校は前身の千葉中学校時代より、改革派「実学党」の子弟が多数入学しており、保守派の「学校党」（のちに改組し紫溟会となる）からの反発を買っていた。また、熊本県内では当時の政府政策を反映して欧米の自由主義的教育が実施されていたが、これが欧化主義を批判する紫溟会の反発を助長することとなり、学校は県会の紫溟会（1888年に熊本国権党）と九州改進党（実学党系の民権派）の対立に巻き込まれた。同年の県会で多数派を占めていた紫溟会は、熊本県尋常中学校の翌年度予算を九州改進党の反対を押し切って否決し、結果として、熊本県尋常中学校は1888年（明治21年）3月31日をもって廃校、在籍していた生徒は全て退学となり、熊本県立の中学校は消滅した。
当時は全国的な傾向として、財政難による県立中学校への予算削減、或いは廃校という処置が取られていた。
なお、紫溟会は独自の教育機関として、熊本中学校設立の約3ヶ月後である明治12年12月、同心学舎を設立しているが、これは1882年（明治15年）に濟々黌と改称し、現在の熊本県立済々黌高等学校の母体となる。
設立当初の濟々黌は私立ながら県立同様の扱いを受けていたが、1901年（明治34年）6月、熊本県立中学済々黌と改称、名実共に県立中学校となった。
立憲改進党が支持する県立中学校を廃止することで、熊本県の教育の主導権は紫溟会（熊本国権党）によって完全に掌握されることとなり、以後、中等教育機関の役割は主として濟々黌が担っていったのである。
なお、1900年に置かれた熊本県中学第二済々黌は、後に「熊本県立熊本中学校」に改称し、現在の熊本県立熊本高等学校に変遷していくが、濟々黌の流れを汲む系統から考慮すれば、この廃止された熊本中学校とは直接の関係性はない。